# Kadia Mołodowska
Kadia Mołodowska (ur. 10 maja 1893 w Berezie Kartuskiej, zm. 23 marca 1975 w Nowym Jorku) – polsko-amerykańska poetka i powieściopisarka żydowskiego pochodzenia, tworząca w języku jidysz.

## Życiorys
Urodziła się w Berezie Kartuskiej, była córką nauczyciela chederu. Początkowo uczyła się w domu. Do zawodu nauczyciela przygotowywała się w Berezie, Warszawie i Odessie. W tym ostatnim mieście zatrudniła się jako nauczycielka w przedszkolu i szkole podstawowej. Gdy wybuchła rewolucja próbowała się dostać do Berezy, jednak wojenna zawierucha zatrzymała ją w Kijowie. Po rewolucji 1917 roku uczestniczyła w wydawaniu utworów kijowskiej grupy poetów żydowskich. Tam też ukazały się w 1920 roku w piśmie „Ejgns” jej pierwsze wiersze. W 1921 roku zamieszkała w Warszawie. Działała w Związku Literatów i Dziennikarzy przy ul. Tłomackie 13. oraz jako nauczycielka w świeckiej szkole CISZO (Centralna Żydowska Organizacja Szkolna) przy ul. Twardej 22, a także jako wychowawczyni w domu dla dzieci upośledzonych w Otwocku. Pisywała przede wszystkim do tygodnika „Literarisze Bleter” (w 1933 roku, na jego łamach ukazał się tom wierszy Dzike Gas) oraz do pisma „Frajnd”
W 1935 roku wyemigrowała do Stanów Zjednoczonych. Redagowała pismo literackie „Di Swiwe” oraz pisała do nowojorskiego dziennika „Forwerts”. W latach 1950–1952 przebywała w Izraelu, gdzie redagowała pismo „Di Hejm”.
Zdobyła Nagrodę im. Icyka Mangera.
Zmarła w Nowym Jorku.
Była żoną historyka i pisarza, Symchy Loewa (1896–1974).

## Twórczość
Początkowo pisała liryki rewolucyjne i narodowe. Napisała wiele baśni, wierszy i ballad dla swoich uczniów, które publikowała w prasie poetyckiej. W latach 30. XX wieku opisywała życie biedoty miejskiej, głównie warszawskiej. Po wojnie w jej poezji pojawiły się nutki radości i optymizmu na wieść o powstaniu Izraela.
- 1967: Bajm Tojer (z jid. U wrót)
- 1957: A sztub mit zibn fenster (z jid. Dom z siedmioma oknami)
- 1949: Nochn Got fun Midber (z jid. Za Bogiem pustyni)
- 1942: Fun Lublin biz Niu Jork (z jid. Z Lublina do Nowego Jorku)
- 1938: Ale fencter cu der zun (z jid. Wszystkie okna na słońce’)
- 1933: Dzike Gas (z jid. Ulica Dzika)